# Henri Tolain

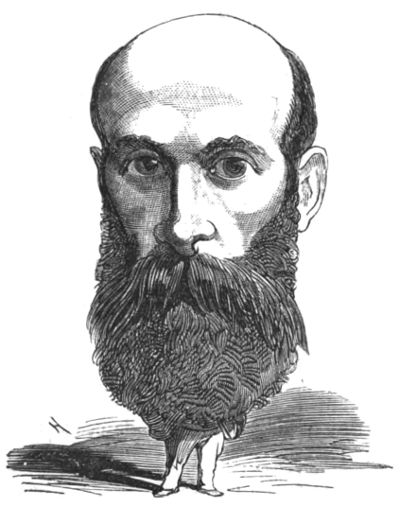
Karykatura Henriego Tolaina autorstwa Georges'a Lafosse (1873)

Henri-Louis Tolain (ur. w 1828 r. w Paryżu, zm. w 1897 tamże) - jeden z najwybitniejszych przedstawicieli francuskiego syndykalizmu, uwrierysta. Współtwórca Międzynarodowego Stowarzyszenia Robotników. Autor Manifestu Sześćdziesięciu.
Tolain, pochodzący z robotniczej rodziny, samouk studiujący ekonomię polityczną pracował jako grawer brązu. Robotnicza praca rozbudziła w nim zainteresowanie sytuacją klasy robotniczej. W 1864 r. pomógł on ufundować Międzynarodowe Stowarzyszenie Robotników, aktywnie uczestniczył w kilku kongresach tej organizacji, począwszy od pierwszego, który odbył się w 1866 r. w Genewie. 
Po wydarzeniach Komuny Paryskiej, Tolain postanowił realizować idee przyświecające ruchowi robotniczemu poprzez politykę. W 1871 r. został deputowanym Zgromadzenia Narodowego, zaś pięć lat później - po restauracji Senatu - zasiadł w izbie wyższej parlamentu, do której był ponownie wybierany w 1882 i 1892 roku. Wszystkie mandaty uzyskał w rodzimym departamencie Seine.
Będąc stronnikiem prezydenta Adolfa Thiersa, otwarcie opowiadał się jednocześnie przeciwko jego oponentom - zarówno przedstawicielom Komuny Paryskiej jak i frakcji rojalistów.
Tolain był zwolennikiem uwrierystycznej koncepcji emancypacji robotników. Sprzeciwiał się on zarówno angażowaniu w "sprawy proletariatu" osób spoza jego grona (czego wyrazem był jego sprzeciw wobec powołania, wywodzącego się z inteligencji - Karla Marxa, jako przedstawiciela Międzynarodówki na jej pierwszy kongres w Genewie w 1866 r.) jak i organizowaniu rewolucji robotniczych (był on przeciwnikiem Komuny Paryskiej).